# Đại diện đặc biệt Tổng thư ký Đông Timor
Đại diện đặc biệt Tổng thư ký Đông Timor được bổ nhiệm bởi Tổng thư ký để lãnh đạo Liên Hợp Quốc quản lý chuyển tiếp ở Đông Timor. Trong quá trình chuyển từ chế độ độc lập của Indonesia sang độc lập, quản trị viên được chỉ định của Liên Hợp Quốc đã hoàn thành một vai trò, có thể nói là tương ứng theo một số cách với vai trò của một nguyên thủ quốc gia.

## Danh sách
| Tên                      | Quốc gia   |
| ------------------------ | ---------- |
| Sérgio Vieira de Mello   | Brasil     |
| Kamalesh Sharma          | Ấn Độ      |
| Sukehiro Hasegawa        | Nhật Bản   |
| Atul Khare               | Ấn Độ      |
| Ameerah Haq              | Bangladesh |
| Finn Reske-Nielsen (nay) | Đan Mạch   |